# Гінсдейл (Нью-Гемпшир)
Гінсдейл (англ. Hinsdale) — місто (англ. town) в США, в окрузі Чешир штату Нью-Гемпшир. Населення — 3948 осіб (2020).

## Демографія
Згідно з переписом 2010 року, у місті мешкало 4046 осіб у 1681 домогосподарстві у складі 1093 родин. Було 1827 помешкань
Расовий склад населення:
| - 96,5 % — білих - 0,5 % — чорних або афроамериканців - 0,5 % — азіатів - 0,3 % — вихідців з тихоокеанських островів - 0,2 % — корінних американців |

До двох чи більше рас належало 1,6 %. Частка іспаномовних становила 1,4 % від усіх жителів.
За віковим діапазоном населення розподілялося таким чином: 21,2 % — особи молодші 18 років, 64,4 % — особи у віці 18—64 років, 14,4 % — особи у віці 65 років та старші. Медіана віку мешканця становила 42,7 року. На 100 осіб жіночої статі у місті припадало 99,8 чоловіків;  на 100 жінок у віці від 18 років та старших — 96,5 чоловіків також старших 18 років.
Середній дохід на одне домашнє господарство  становив 62 174 долари США (медіана — 57 340), а середній дохід на одну сім'ю — 72 938 доларів (медіана — 61 792). Медіана доходів становила 43 542 долари для чоловіків та 43 071 долар для жінок. За межею бідності перебувало 9,7 % осіб, у тому числі 11,4 % дітей у віці до 18 років та 10,8 % осіб у віці 65 років та старших.
Цивільне працевлаштоване населення становило 2214 осіб. Основні галузі зайнятості: освіта, охорона здоров'я та соціальна допомога — 26,2 %, виробництво — 17,2 %, роздрібна торгівля — 11,9 %, мистецтво, розваги та відпочинок — 10,2 %.